# Rosenblattichthys
Rosenblattichthys is een geslacht van straalvinnige vissen uit de familie van parelogen (Scopelarchidae). Het geslacht is voor het eerst wetenschappelijk beschreven in 1974 door Johnson.

## Soorten
- Rosenblattichthys alatus (Fourmanoir, 1970)
- Rosenblattichthys hubbsi Johnson, 1974
- Rosenblattichthys nemotoi Okiyama & Johnson, 1986
- Rosenblattichthys volucris (Rofen, 1966)